# Ryan Rollins
Ryan Anthony Rollins (ur. 3 lipca 2002 w Detroit) – amerykański koszykarz, występujący na pozycji rzucającego obrońcy, od 2024 zawodnik Milwaukee Bucks oraz zespołu G-League – Wisconsin Herd.
6 czerwca 2023 został wytransferowany do Washington Wizards. 21 lutego 2024 zawarł umowę z Milwaukee Bucks na występy zarówno w NBA, jak i zespole G-League – Wisconsin Herd.

## Osiągnięcia
Stan na 7 marca 2024, na podstawie, o ile nie zaznaczono inaczej.
NCAA
- Mistrz sezonu regularnego konferencji Mid-American (MAC – 2021, 2022)
- Najlepszy pierwszoroczny zawodnik konferencji MAC (2021)
- MVP turnieju Baha Mar Hoops Nassau Championship (2022)
- Zaliczony do:
  - I składu:
    - MAC (2022)
    - najlepszych pierwszorocznych zawodników MAC (2021)
    - turnieju Baha Mar Hoops Nassau Championship (2022)

  - składu honorable mention All-MAC (2021)
- Zawodnik tygodnia konferencji MAC (29.11.2021, 24.01.2022, 31.01.2022, 14.02.2022)
- Lider konferencji MAC w liczbie:
  - celnych (232) i oddanych (496) rzutów z gry (2022)
  - celnych (185) i oddanych (345) rzutów za 2 punkty (2022)
  - fauli (2021 – 81)